# Halobacterium
Halobacterium je rod aerobních tyčinkovitých archeí z kmene Euryarchaeota, třídy Halobacteria. Slouží jako dobrý modelový organismus pro vědecké výzkumníky.
Druhy tohoto rodu jsou adaptované k vysokým koncentracím soli v prostředí (halofilové) a mnoho z jejich proteinů vůbec nefunguje v prostředí s nízkým obsahem soli. Buňka obsahuje z důvodu zachování rovnováhy s prostředím velké množství draslíkových iontů.
Jsou obalené plazmatickou membránou (klasická lipidová dvouvrstva) a navíc S-vrstvou z glykoproteinů. Halobacterium roste především na aminokyselinách, ačkoliv se zdá, že geny pro rozklad glukózy a oxidaci tuků obsahuje.

## Zástupci
K známějším zástupcům rodu Halobacterium patří:
- Halobacterium cutirubrum
- Halobacterium denitrificans
- Halobacterium distributum
- Halobacterium halobium
- Halobacterium lacusprofundi
- Halobacterium mediterranei
- Halobacterium noricense
- Halobacterium pharaonis
- Halobacterium saccharovorum
- Halobacterium salinarum
- Halobacterium sodomense
- Halobacterium trapanicum
- Halobacterium vallismortis
- Halobacterium volcanii